# Wickham (Berkshire)
Pour les articles homonymes, voir Wickham.
Wickham est un village du Berkshire, en Angleterre. Il fait partie de la paroisse civile de Welford.
Cette localité se trouve immédiatement au sud de l'autoroute M4 approximativement à 9 km au nord ouest de Newbury.